# Episodi di Our Cartoon President
La prima stagione della serie animata Our Cartoon President, composta da 17 episodi, è stata trasmessa negli Stati Uniti, da Showtime Networks, dall'11 febbraio al 26 agosto 2018.
In Italia la stagione viene pubblicata dal 12 aprile 2019 su Now TV.
Il 4 novembre dello stesso anno, è stato trasmesso un episodio speciale della durata di 43 minuti, incentrato sulle elezioni parlamentari negli Stati Uniti d'America del 2018, intitolato Our Cartoon President: Election Special 2018.
| n°                | Titolo originale      | Titolo italiano           | Prima TV USA     | Pubblicazione Italia |
| ----------------- | --------------------- | ------------------------- | ---------------- | -------------------- |
| 1                 | State of the Union    | Lo stato dell'Unione      | 11 febbraio 2018 | 12 aprile 2019       |
| 2                 | Disaster Response     | La risposta alle calamità | 11 febbraio 2018 | 12 aprile 2019       |
| 3                 | Rolling Back Obama    | Ridimensionando Obama     | 18 febbraio 2018 | 12 aprile 2019       |
| 4                 | Family Leave          | L'aspettativa familiare   | 25 febbraio 2018 | 12 aprile 2019       |
| 5                 | State Dinner          | La cena di Stato          | 4 marzo 2018     | 12 aprile 2019       |
| 6                 | Media Strategy        | La strategia dei media    | 11 marzo 2018    | 12 aprile 2019       |
| 7                 | Wealth Gap            | La disparità di ricchezza | 18 marzo 2018    | 12 aprile 2019       |
| 8                 | Government Shutdown   | Lo shutdown del Governo   | 25 marzo 2018    | 12 aprile 2019       |
| 9                 | Church and State      | Chiesa e Stato            | 1º aprile 2018   | 12 aprile 2019       |
| 10                | First Pitch           | Il primo lancio           | 8 aprile 2018    | 12 aprile 2019       |
| 11                | Russia Investigation  | La questione Russia       | 15 luglio 2018   |                      |
| 12                | First Family          | La First Family           | 22 luglio 2018   |                      |
| 13                | Mueller Probe         | Il rapporto di Mueller    | 29 luglio 2018   |                      |
| 14                | The Senior Vote       | Il voto degli anziani     | 5 agosto 2018    |                      |
| 15                | The Wall              | Il muro                   | 12 agosto 2018   |                      |
| 16                | Civil War             | La Guerra Civile          | 19 agosto 2018   |                      |
| 17                | Militarization        | La militarizzazione       | 26 agosto 2018   |                      |
| Episodio Speciale |                       |                           |                  |                      |
| Special           | Election Special 2018 | Speciale Elezioni 2018    | 4 novembre 2018  |                      |